# Мишоловка (драма)
Мишоловка (енгл. The Mousetrap) је драма, криминалистички трилер Агате Кристи. Једно је од свега неколико њених дела оригинално написаних за извођење у позоришту. Премијерно је изведена у једном од позоришта лондонског Вест Енда, малом Позоришту светог Мартина, 25. новембра 1952. године и на овој сцени се непрекидно играла до 16. марта 2020, када је извођење привремено обустављено због пандемије ковида 19. Њено играње настављено је 17. маја 2021. и била је то представа којом је ово позориште изашло из пандемије. Мишоловка се сматра најдуговечнијом позоришном представом на свету. У позоришту Позориште светог Мартина Мишоловка је до 2022. године играна готово 29.000 пута и видело ју је око 10 милиона људи. Од премијере до 2000. године драма је преведена на 24 језика и изведена у 44 земље света.
Радња ове сложене детективске приче (худанит) има неочекиван обрт на крају (twist ending) и од гледалаца се традиционално тражи да га, по изласку из позоришта, не откривају. Глумачка постава има осам чланова, а до 2012. године у представи је играло више од 400 глумаца. Главну улогу, детектива Тротера, премијерно је играо Ричард Атенборо, док је његова супруга Шила Сим играла прва главну женску улогу - власницу пансиона Моли Ралстон. Од премијере до данас један глумац се није мењао — иако је умро 1999. године, глас Дерика Гајлера (Deryck Guyler) и даље је присутан као глас спикера из радио апарата.
У Србији се Мишоловка, према подацима Музеја позоришне уметности Србије, игра од 1959. године. Први пут је играна у сомборском Народном позоришту, где је премијера била 31. децембра 1959. Последњи пут се у професионалном позоришту у Србији ова представа играла 90-их година, и то на сцени Београдског драмског позоришта, где је премијерно изведена 23. марта 1995. Од 2021. представу игра аматерска позоришна трупа Артист. Представа се игра за 16 особа у једној предратној вили у центру Београда.

## Историја
Агата Кристи је бројне своје романе адаптирала за извођење на сцени, али је написала само неколико оригиналних драма које нису за подложак имале претходно објављени роман. Мишоловка је управо једна од тих драма.
Настала је као кратка радио-драма под називом Три слепа миша (Three Blind Mice), коју је Агата Кристи написала као рођендански поклон краљици Марији, супрузи краља Џорџа V. Премијерно је емитована 30. маја 1947. Инспирисана је истинитим случајем 12-годишњег Дениса О'Нила који је умро 1945. године, након што су он и његов брат Теренс претрпели екстремно злостављање у хранитељској породици.
На основу ове кратке радио-драме Агата Кристи касније је написала кратку причу, а на основу ње драму Мишоловка. Занимљиво је да је ауторка инсистирала да се прича не објављује све док се представа не прикаже у позоришту Вест Енд. Агата Кристи је дала ауторска права, као поклон за 17. рођендан, свом унуку Метјуу Причарду.
Зашто је, међу свим делима Агате Кристи, баш Мишоловка постигла овако вансеријску популарност није могла да претпостави ни сама ауторка. Прича се да је, како би одгонетнула ту „загонетку”, често кришом долазила на извођење представе. Према неким проценама представу је до сада видело више од десет милиона људи. У осам улога до сада се сменило око три стотине глумаца, јер нико није могао предуго да издржи притисак наступања из вечери у вече, седам дана у недељи. Рекордери су глумци Миси Монте (Mysie Monte) и Дејвид Рејвен (David Raven) који су пуних једанаест година играли своје улоге госпође Бојл и мајора Меткафа. Године 1999. глумачка постава је комплетно промењена. Данас се глумачка подела мења једном годишње, увек у новембру, када се обележава годишњица прве изведбе.

### Промена наслова
Пре Другог светског рата у истом позоришту играна је друга представа са истим насловом - Три слепа миша. Због британског закона и услова уговора које је Позориште потписивало са ауторима представа је морала бити преименована. Предлог да се назове Мишоловка дао је зет Агате Кристи, Ентони Хикс.

## Неочекивани обрт и традиција тајности
Мишоловка је худанит, сложена детективска прича која се темељи на радњи у којој је главни фокус на одгонетању загонетке ко је починио злочин. Идентитет убице се открива у неочекиваном обрту на крају који није уобичајен за традиционалну форму худанита, где је клише да детектив решава злочин и разоткрива преостале тајне заплета. По традицији, на крају сваке представе од публике се тражи да никоме изван позоришта не откривају идентитет убице, како се крај не би открио будућој публици и тиме покварио утисак, комплетан ужитак напетости и ишчекивања.

### Кршење тајности
Агату Кристи увек је љутило када се заплети и расплети њених прича открију у рецензијама. Године 2010. њен унук Метју Причард, који прима тантијеме за представу, рекао је да је био „ужаснут” када је у Индепенденту сазнао да је расплет и крај Мишоловке описан у чланку на Википедији на енглеском језику. Љубитељи књижевног дела Агате Кристи послали су неколико петиција Задужбини Викимедије, са захтевом да се из чланка избаци име убице или да га бар у другим издањима више на наводе.

## Радња драме
Радња драме одвија се у великом салону пансиона Монксвел Менор у Беркширу. Временски је смештена у „садашњост“ (како ју је описала сама ауторка), што вероватно подразумева Енглеску каква је била 50-их година, у време када је драма настала.

### Ликови
- Моли Ралстон - власница пансиона Монксвел Менор и Џајлсова жена.
- Џајлс Ралстон - Молин муж који заједно са њом води пансион.
- Кристофер Рен – Први гост који стиже у пансион. Рен је хиперактиван младић који се врло необично понаша. Признаје да бежи од нечега, али одбија да каже шта. Тврди да је име добио по Кристоферу Рену, енглеском архитекти из 17. века.
- Госпођа Бојл – Критизерски настројена старија жена која није задовољна ничим што види око себе.
- Мајор Меткаф – Пензионисан је из активне војне службе и о њему се мало зна.
- Госпођица Кенсвел – Чудна, повучена, мушкобањаста млада жена која свима око себе прича о свом несрећном детињству.
- Господин Паравичини – Човек непознатог порекла, који се појављује тврдећи да му се аутомобил преврнуо у снежном наносу. Чини се да говори намерно измењеним акцентом и да је шминком своје лице учинио старијим.
- Детектив наредник Тротер – детектив. Долази током снежне олује и испитује власнике и госте.[б]
- Глас на радију – извор вести релевантних за причу[24]

Од премијере до данас један глумац се није мењао — иако је умро 1999. године, глас Дерика Гајлера (Deryck Guyler) и даље је присутан као глас спикера из радио апарата. Осим њега из оригиналне изведбе остао је и један реквизит — сат. Остатак сценографије мењан је више пута, због дотрајалости.

### Чин I
Први чин почиње убиством жене по имену Морин Лајон, одиграним само звуком. Радња се затим сели у пансион Монксвел Манор, у коме власница Моли Ралстон, док чека долазак гостију, слуша радио прилог о убиству у Лиону.
Убрзо стижу и очекивани гости - неуредни Кристофер Рен, џангризава госпођа Бојл, мајор Меткаф и на крају мушкобањаста госпођица Кенсвел. Изненада се појављује и  тајанствени господин Паравичини, тврдећи да му се аутомобил преврнуо у снежном наносу.
Сутрадан укућани сазнају узнемирујућу вест да је пансион завејана. Из Беркширске полиције телефоном најављују долазак наредника Тротера. Брачни пар Ралстон, власници пансиона, питају се чиме су привукли пажњу полиције.
Тротер стиже на скијама, а мајор Меткаф открива да је телефонска линија у прекиду.
Тротер објашњава да је послат у вези са убиством Морин Лајон. У причи која је заснована на стварном случају Дениса О'Нила, убијена жена и њен муж су малтретирали своје троје усвојене деце, што је резултирало смрћу најмлађег. Брачни пар је осуђен на затворску казну. Муж је умро у затвору, док је жена одслужила казну и пуштена је на слободу, али је пронађена задављена. Полиција сумња да је убица старији преживели дечак, који би сада имао двадесет и две године.
На месту убиства пронађена је свеска у коју је записана адреса пансиона Монксвел Менор и речи: „Три слепа миша”. Истовремено, на телу убијене жене пронађена је цедуља са натписом: „Ово је први“. Тротер је дошао да испита везу пансиона са убиством и да ли су становници у опасности.
Док Тротер и Џајлс Ралстон обилазе кућу, мајор Меткаф открива да је госпођа Бојл била једна од судија који су децу доделили хранитељима. Госпођа Бојл то признаје, али пориче било какву одговорност за трагедију која се десила.
Како вече одмиче, укућани постају неповерљиви једни према другима и открива се да је телефонски кабл пресечен. Убрзо Моли проналази госпођу Бојл удављену.

### Чин II
Десетак минута касније наредник Тротер преузима домаћинство и окупља станаре у једну просторију. Тротер верује да су њихови животи и даље у опасности и да би се лако могло догодити и треће убиство. Испитујући кретање присутних у време убиства Тротер закључује да су сви у том тренутку били сами и имали прилику да почине убиство. Џајлс сумњичи Рена.
Моли и Тротер развијају и другу теорију - да је мртви дечак имао рођаке и вољене који би могли бити заинтересовани за освету. На пример: отац, можда војни наредник или сестра мртвог дечака, која би сада била млада жена. Тротер примећује да би отац могао бити Меткаф или Паравичини, сестра госпођица Кенсвел или Моли, а Џајлс старији дечак.
Моли убрзо, у разговору са Кристофером Реном, сазнаје да је он заправо војни дезертер који се крије под лажним именом. Она му признаје да и она бежи од своје прошлости. Упркос поверењу створеном између њих двоје, Кристофер и Џајлс сумњају један на другог. Њихов сукоб спречава Паравичини који открива да су Тротерове скије нестале.
Тротер поново окупља укућане како би проверио алибије које су му дали након убиства госпође Бојл. Идеја је да сви заједно реконструишу убиство, при чему ће сваки укућанин глумити туђи алиби. Тротер се нада да ће, иако ће већина алибија бити потврђена, један бити немогућ. Свака особа треба да оде на додељену позицију и остане тамо док их Тротер не позове назад.
Након што се укућани послушно разиђу, Тротер остаје на тренутак сам на сцени, пре него што позове Моли. Примећује да је себе довела у екстремну опасност тиме што му није рекла да је била учитељица усвојене деце Кориганових и да није одговорила на писмо које јој је послао млађи дечак и у којем је моли да га спаси са фарме. Моли признаје грешку, осећа грижу савести, али пориче одговорност.
У том тренутку настаје неочекивани обрт, током кога се сазнаје да је свако од укућана био у некој вези са овим случајем.

## Пријем код критике
Представа Мишоловка је после премијере наишла на млак пријем код критичара и веома различите критике. Док су га једни описивали као „осредњи комад“ са ликовима који су „у потпуности изграђени од клишеа“, други су били нешто наклоњенији, хвалећи добро дефинисане ликове и вешт заплет. Некима се допадала „атмосфера дрхтаве неизвесности“, али су им сметали половично дефинисани ликови. Други су опет сматрали да се комад могао свидети онима који су успели да открију убицу, док би га остали заплет могли сматрати „бесмисленим и преоптерећеним“.

## Публикација
Драма Мишоловка је као публикација први пут објављена у меком повезу 1954. године и још увек се штампа. У тврдом повезу први пут је објављена 1978. ( 0-396-07631-9). У Југославији је објављена само на словеначком језику 1961. године.
Приповетка Три слијепа миша је објављена на хрватском језику 2006. године, у истоименој збирци приповедака, 11. књизи у едицији Изабрана дјела Краљице кримића. Оригинално, на енглеском језику, ова колекција је први пут објављена 1950. године.

## Мишоловкау Србији
У Србији је Мишоловка први пут играна у новогодишњој ноћи 1959/60. (31. децембра 1959) у сомборском Народном позоришту и шездесетих година играна је у позориштима широм Србије (Сомбор, Крагујевац, Вршац, Приштина, Београд, Зајечар, Кикинда, Зрењанин, Ужице, Пирот и Суботица), а затим је интересовање за ову представу опало. Касније је постављана још три пута: 1978. у Народном позоришту у Ужицу, 1984. у Народном позоришту у Пироту и 1995. у Београдском драмском позоришту. Комад је имао великог успеха и уз велико интересовање публике играо се неколико година.
Представа Мишоловка се у Београдском драмском позоришту играла два пута — 1960. и 1995. године.

#### Извођење 1960.
Мишоловка је први пут играна у Београду 1960. године, у тадашњем Савременом позоришту (касније трансформисано у Београдско драмско). Премијера је била 19. децембра 1960. а прву поставу чинила су нека од најпознатијих српских глумачких имена: Бранка Митић (Моли Ралстон), Мића Татић (Џајлс Ралстон), Бата Паскаљевић (Кристофер Рен), Мирјана Коџић (госпођа Бојл), Жика Миленковић (мајор Меткаф), Вера Илић Ђукић (госпођица Кенсвел), Љубомир Дидић (Паравичини) и Ђуза Стоиљковић (детектив Тротер). Редитељ је био Предраг Динуловић, а за музику је био задужен Варткес Баронијан. Баронијан је радио музику и за представу која се следеће године играла у Зајечару, у Народном позоришту Тимочке крајине.

#### Извођење 1995.
Представа Мишоловка која с у БДП-у играла 1995. године изазвала је велику пажњу тадашњих медија. Премијера је одиграна 23. марта 1995. Представу је режирала Ирена Ристић, текст драме превео Слободан Селенић, а музику је компоновала Исидора Жебељан. У представи су глумили: Ана Софреновић и Милица Зарић као алтернација (Моли Ралстон), Слободан Бештић (Џајлс Ралстон), Филип Гајић (Кристофер Рен), Татјана Лукјанова (госпођа Бојл), Божидар Боле Стошић (мајор Меткаф), Милена Павловић Чучиловић (госпођица Кенсвел), Миодраг Милованов (Паравичини) и Горан Шушљик (детектив Тротер).

### Мишоловказа 16 гледалаца
Од 2021. Мишоловку изводи аматерска позоришна трупа Артист. Представа се игра за 16 особа у једној предратној вили у Таковској улици у Београду. С обзиром на то да је број гледалаца ограничен, на карте се чека по неколико месеци, а могуће их је купити само на крају месеца. Представа се одвија у кући, глумци су све време испред и около публике, што гледаоцима даје утисак да се налазе у центру ове криминалистичке приче. У овој адаптацији радња је смештена у породицу Милојевић.

## Филмске и телевизијске верзије
Толп, 1959. објављено је да ће бити снимљена филмска верзија драме, али она никада није реализована. Филмска права за Мишоловку купљена су 1956, уз обавезу да филм не може да буде реализован пре истека рока од шест месеци по последњем извођењу у Лондону.
Бенгалски аутор Премендра Митраје 1960.  режирао је филм Chupi Chupi Aashey (Он тихо долази), заснован на радио-драми и краткој причи.
Године 1990. руски режисер Самсон Самсонов режирао је филм Мишеловка у продукцији Мосфилма. Сценарио је заснован на истоименој драми Агате Кристи.
Током 2022. снимљен је британско-америчком филму Види како трче (See How They Run). Радња филма смештена је у лондонско позориште Амбасадорс, главни актери су глумци који играју у драми Мишоловка, а заплет се врти око убиства једног члана продукцијског тима.

## Утицај у савременом друштву
Дуготрајност на сцени обезбедила је представи Мишоловка популарност код туриста из целог света. Године 1997. покренута је добротворна организација за позоришно образовање младих Mousetrap Theatre Projects, која је касније прерасла у пројекат Go Live Theatre.

### Мишоловкау Гинисовој књизи рекорда
Феномени из ове представе три пута су ушли у Гинисову књигу рекорда:
- Мишоловка је представа која се најдуже непрекидно игра у једном позоришту.
- Глумац Дејвид Рејвен је за једанаест година улогу мајора Меткафа одиграо 4.575 пута.
- Глумица Ненси Сибрук (Nancy Seabrooke) је током 15 година седела иза кулиса, као алтернација, 6.240 пута.[1]